# Iduna similis
El zarcero montano o cloropeta montana (Iduna similis) es una especie de ave paseriforme de la familia Acrocephalidae propia de la región de los Grandes Lagos de África.

## Distribución
La reinita montana se encuentra diseminada por las montañas de la región de los Grandes Lagos. Su hábitat natural son los bosques húmedos tropicales de montaña y el matorral húmedo de montaña.